# 조래훈
조래훈은 대한민국의 희극인 겸 대학 강사로, 2016년 KBS 31기 공채 개그맨으로 데뷔했다.
고향은 전라북도 남원시이고 현재 남원시 홍보대사이기도 하다.

## 학력
- 중앙대학교 예술대학원 공연영상학 연기뮤지컬 석사
- 중앙대학교 일반대학원 문예창작학 박사과정

## 출연 작품
- 《개그콘서트》

〈비호행〉
〈억울한 영길씨〉
〈핵갈린 늬우스〉
〈나타나〉
〈비트는 동화〉
〈연기돌〉경호원 역
〈돌아가〉
〈부담거래〉범죄자 역
〈창과 방패〉
〈아무말대잔치〉
〈힘을내요 슈퍼뚱맨〉
〈일당 Back〉
〈기울어가〉양선일의 비서 역 - 1회 한정
<컴온>